# Igreja de São Lourenço (São Lourenço)

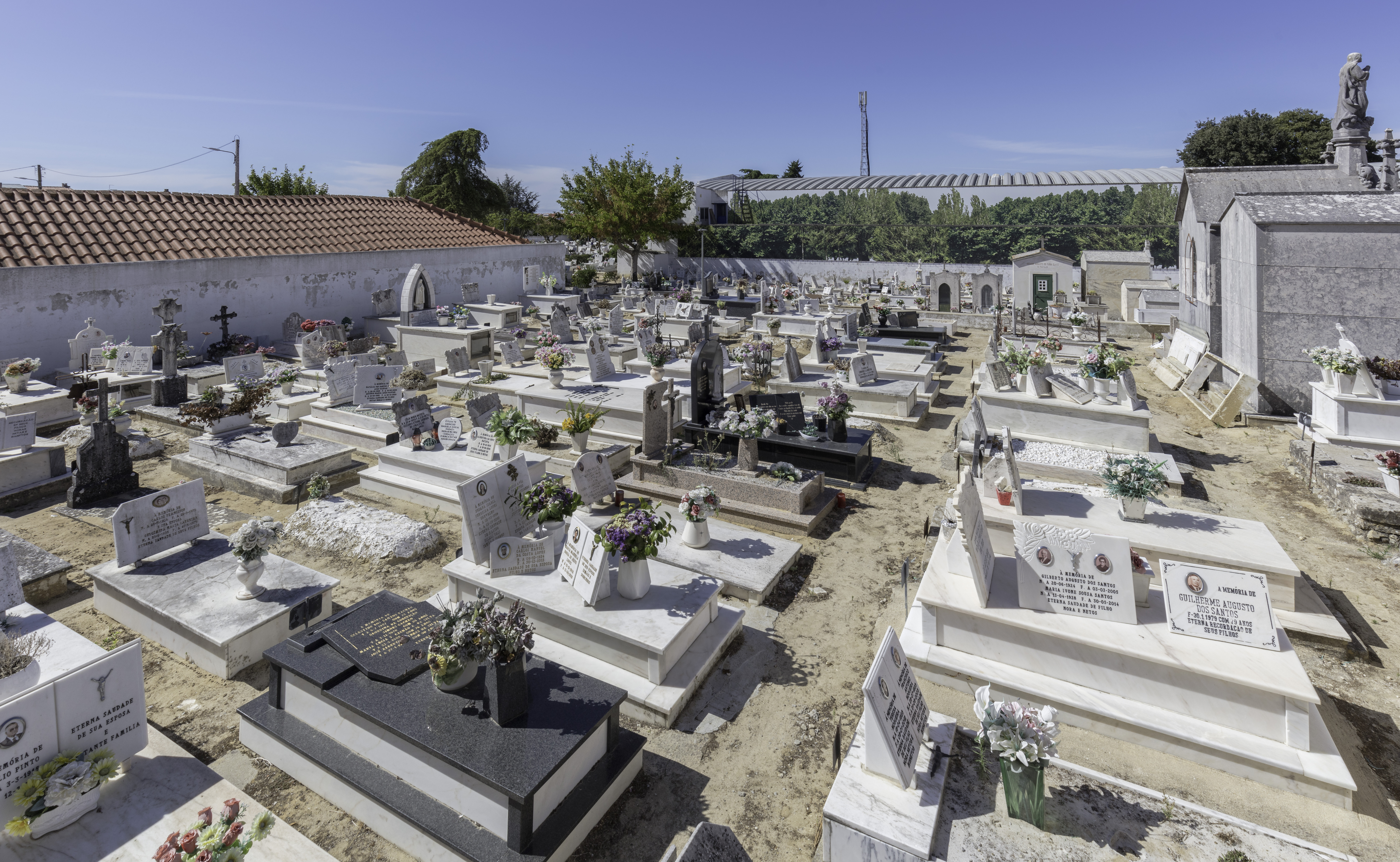
Cemitério junto da Igreja de São Lourenço

A Igreja de São Lourenço, ou Igreja Paroquial de São Lourenço, é uma igreja localizada em Vila Nogueira de Azeitão, na atual freguesia de Azeitão, no município de Setúbal, em Portugal.
É um templo de fundação medieval, gótica, da qual hoje nada resta. Hoje em dia, a igreja apresenta azulejos do século XVIII, talha e algumas pinturas. É uma igreja de nave única, de estilo maneirista, com volumes simples e fachadas rectilíneas.
A Igreja de São Lourenço está classificada como Imóvel de Interesse Público desde 1938.